# The Elder Scrolls V: Skyrim – Dragonborn
The Elder Scrolls V: Skyrim – Dragonborn (abreviado The Elder Scrolls V: Dragonborn o Dragonborn) es el tercer contenido descargable y último por el momento. oficial para el videojuego de rol de acción de mundo abierto The Elder Scrolls V: Skyrim, parte de la serie The Elder Scrolls, desarrollado por Bethesda Game Studios y distribuido por Bethesda Softworks para PlayStation 3, Xbox 360 y Microsoft Windows. Fue lanzado primero para Xbox 360 el 4 de diciembre de 2012 en todo el mundo mediante la plataforma Xbox Live Arcade. La versión para compatibles fue publicada el 5 de febrero de 2013 en la plataforma Steam.
Tras unos meses de incertidumbre por parte de Bethesda Softworks por los conocidos problemas de compatibilidad con PlayStation 3 de los DLCs desarrollados hasta el momento, a finales de enero de 2013 Bethesda anunció el lanzamiento de todos ellos en la consola de Sony durante febrero del mismo año, con un importante descuento en su precio debido al retraso acumulado. En notas posteriores, la desarrolladora concretó la fecha de lanzamiento de la expansión: apareció en la plataforma de descarga PlayStation Network el 12 de febrero de 2013 en América del Norte, y un día después en algunos países europeos. Sin embargo, la publicación fue nuevamente retrasada para España durante unos días, hasta el 27 de febrero, debido a retrasos en el proceso de certificación al que Sony somete a los contenidos publicados en su plataforma de distribución digital.

## Cambios
Dragonborn, en su condición de expansión, aporta nuevos contenidos al videojuego original, manteniendo intacto el sistema de juego de rol de acción de mundo abierto presente en Skyrim. Se incorpora un nuevo hilo argumental principal, en el que el jugador, tras ser atacado por un grupo de fanáticos, descubre la existencia de una orden de un sacerdote dragón llamado Miraak para acabar con él. En ese momento podrá optar, de forma voluntaria, por completar una serie de misiones para combatir a dicho villano, sin tener que interrumpir necesariamente los encargos ya iniciados.
Con el propósito de ampliar la variedad de paisajes disponibles en Skyrim, esta trama se desarrolla casi por completo fuera del mapeado original, en varias zonas de la provincia de Morrowind ya vistas en el videojuego homónimo, The Elder Scrolls III: Morrowind, como son las tierras desérticas del norte o la isla de Solstheim (la cual apareció originalmente en una de sus expansiones, The Elder Scrolls III: Bloodmoon). Estas localizaciones han sido rediseñadas para la expansión. El territorio cuenta con varios asentamientos, personajes y mazmorras que ofrecen diversas búsquedas secundarias que complementan la trama principal.
Por otra parte, el jugador tiene la posibilidad de domesticar a los dragones que encuentre durante la aventura, para utilizarlos como medio de transporte automáticamente guiado por la inteligencia artificial, sin poder manejarlos en combate. Dragonborn añade nuevos tipos de enemigos y dragones de mayor fortaleza para las nuevas zonas, incrementando así el nivel de dificultad del videojuego. Existen también nuevos de conjuntos de armas, armaduras y objetos equipables. En total, se estima que la expansión añade unas 7 horas de juego mediante la serie principal de misiones.

## Desarrollo
Durante el día anterior al lanzamiento en la consola de Microsoft, el 3 de diciembre de 2012, Bethesda comunicó que publicaría las versiones del complemento para PC y PlayStation 3 en algún momento de 2013.